# Vaudemange
Vaudemange é um pequeno município do departamento de Marne, na região de Grande Leste, no norte da França.

## Geografia
O município de Vaudemange se encontra rodeado por Billy-le-Grand ao norte, Livry-Louvercy e Louvercy ao nordeste, Bouy ao leste, Les Grandes-Loges ao sudeste, Aigny e Juvigny ao sul, Isse ao sudoeste, Ambonnay ao oeste e Trépail ao noroeste.